# Enicospilus orestes
Enicospilus orestes là một loài tò vò trong họ Ichneumonidae.